# 史思敬
史思敬（1537年—？），字直卿，錦衣衛校籍，直隸真定府冀州棗強縣人，明朝政治人物。

## 生平
嘉靖四十三年（1564年）甲子科順天府鄉試第五十二名舉人。隆慶二年（1568年）中式戊辰科會試第三百九十七名，三甲第五十二名進士。授山西襄陵县知县，五年九月选授浙江道試監察御史，萬曆元年（1573年）正月奉命押解直隶山东蓟鎮逃軍及各卫应改蓟镇者，三年二月升陕西佥事，五年四月升本省行太仆寺少卿。

## 家族
曾祖史瑛，義官；祖父史簡，義官；父史瀛，行太僕寺主簿。前母崔氏；母張氏。具庆下。